# Épervière lisse
Hieracium laevigatum
Espèce
L’Épervière lisse (Hieracium laevigatum) est une espèce de plante à fleurs de la famille des Astéracées.

## Description
C'est une plante herbacée vivace.

## Répartition
Europe et Ouest de l'Asie.

## Écologie
C'est l'une des plantes hôtes de la larve d'Aulacidea hieracii, un insecte hyménoptère formant des galles.